# Shenzhou (miasto)
Shenzhou (chiń. 深州市) – miasto w środkowej części Chin, w prowincji Hebei. Według danych na 2010 rok miasto zamieszkiwało 207 945 osób.